# Владимир Мајдер
Владимир Мајдер Курт (Сисак, 1911 — Оточац, јун 1943) био је студент медицине, учесник Шпанског грађанског рата и Народноослободилачке борбе.

## Биографија
Рођен је 1911. године у Сиску. После завршене основне школе и гимназије, отишао је у Загреб где је студирао на Медицинском факултету. 
Још као ученик гимназије у Сиску, прикључио се омладинском револуционарном покрету и постао члан Савеза комунситичке омладине Југославије (СКОЈ). За време студија активно је учествовао у студентском револуционарном покрету 1932. године примљен у чланство Комунистичке партије Југославије (КПЈ). Пошто је често одлазио у родно место, служио је као веза између Загреба и партијске организације у Сиску. Такође је веома активно политички деловао у Сиску и околини. 
Године 1935, по одлуци Партије, отишао је на школовање у Саовјетски Савез. Када је 1936. године отпочео грађански рат у Шпанији, био је међу првим југословенским добровољцима који су тамо отишли и борили се за одбрану Шпанске републике. Током рата у Шпанији најпре је био секретар партијске ћелије Балканске чате 12. интернационалне бригаде, а касније обавештајни официр у тој бригади. 
После пораза Шпанске републиканске армије, 1939. године, заједно са другим борцима Интернационалних бригада, прешао је у Француску, где су били затворени у концентрационе логоре. Из Француске је успео да побегне и у августу 1942. године је дошао у окупирану Југославију. Одмах по доласку ступио је Народноослободилачку војску. 
Налазио се на функцији обавештајног официра Треће оперативне зоне Хрватске, а касније и члана Главног штаба НОВ и ПО Хрватске. Умро је, од пегавог тифуса, јуна 1943. године у Оточцу.